# Orchestre Boston Pops
 (juillet 2025).
Si vous disposez d'ouvrages ou d'articles de référence ou si vous connaissez des sites web de qualité traitant du thème abordé ici, merci de compléter l'article en donnant les références utiles à sa vérifiabilité et en les liant à la section « Notes et références ».
L'orchestre Boston Pops est un ensemble musical de Boston, Massachusetts, spécialisé dans l'interprétation de musique classique légère et populaire.
Le Boston Pops a été fondé en 1885 dans le sillage de l'Orchestre symphonique de Boston, lancé quatre ans plus tôt, pour se consacrer à un répertoire plus populaire. Longtemps identifié avec son directeur Arthur Fiedler, l'orchestre a enregistré un grand nombre d'albums et fait de fréquentes tournées. 
En 2024, le directeur musical du Boston Pops est Keith Lockhart (depuis 1995).

## Histoire

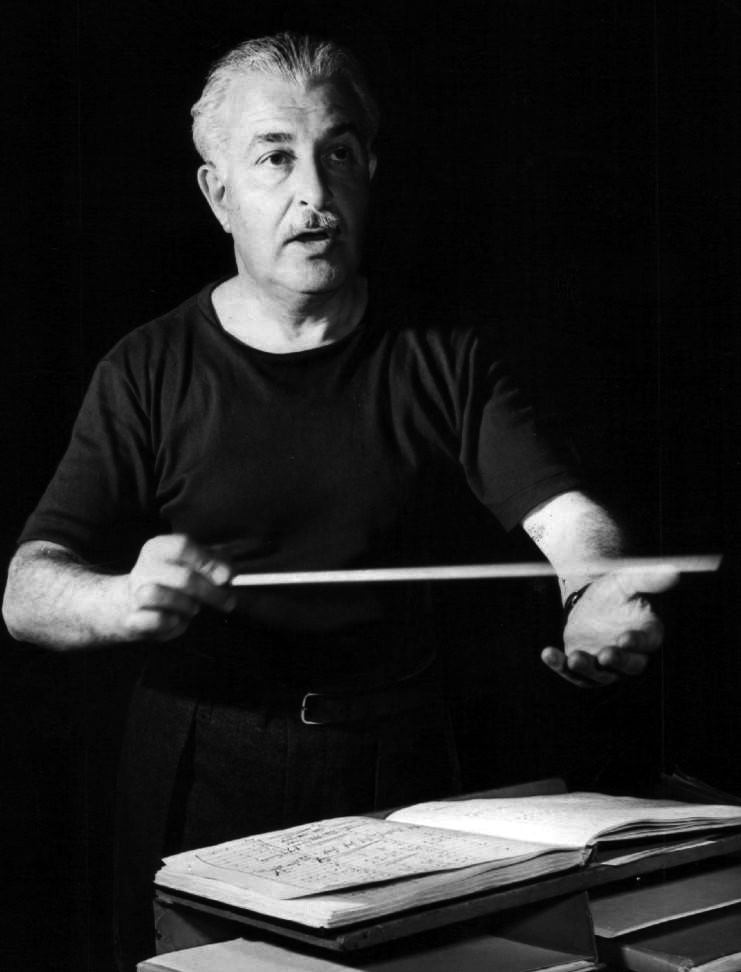
Fiedler dirige l'orchestre pour la NBC Radio.

En 1881, Henry Lee Higginson, le fondateur de l'Orchestre symphonique de Boston, exprime son désir de présenter à Boston des concerts de musique plus légère. Formé principalement de musiciens de l'Orchestre symphonique de Boston, le Boston Pops présente son premier concert en 1885. 
Dix-sept chefs d'orchestre s'étaient succédé avant les années 1930 quand Arthur Fiedler commence ses cinquante ans de mandat en tant que chef. Sous sa direction, la renommée de l'orchestre se propage bien au-delà de Boston grâce à des enregistrements et des apparitions à la radio et à la télévision. Fiedler cherche à démocratiser la musique classique et l'élargir au grand public. Il met en place une série de concerts gratuits au Hatch Memorial Shell à Boston. Fiedler insiste pour que le Boston Pops joue de la musique populaire autant que le répertoire classique plus connu. 
Avec Arthur Fiedler, le Boston Pops vend plus d'enregistrements commerciaux que tout autre orchestre dans le monde. Le premier enregistrement de l'orchestre a été réalisé en juillet 1935 avec la Rhapsody in Blue de George Gershwin. Fiedler est également crédité pour la tradition annuelle du concert de la fête nationale du 4 juillet dans le parc de l'Esplanade. L'orchestre présente également des concerts hebdomadaires sur les ondes de la radio WGBH de Boston. Plusieurs artistes renommés sont invités par l'orchestre et participent à leurs tournées.
Après la mort de Fiedler en 1979, c'est le compositeur de musique de film John Williams qui lui succède. Williams poursuit la tradition d'amener la musique classique à un large public. Il ajoute plusieurs pièces au répertoire de l'orchestre, dont ses propres partitions de musique de film.
Keith Lockhart devient chef de l'orchestre en 1995. Il maintient les standard élevés de l'orchestre et contribue à enrichir son répertoire et ses collaborations avec plusieurs artistes.
Depuis 2004, le Boston Pops tient une compétition nationale, le POPSearch, afin d'offrir à des chanteurs amateurs la chance de se produire avec l'orchestre.

## Directeurs musicaux et chefs d'orchestre
- 1885 : 1887-1889: Adolf Neuendorff
- 1886 : John C. Mullaly
- 1887 : Wilhelm Rietzel
- 1888 : Franz Kneisel
- 1891 : Eugen Gurenberg
- 1891-1894 ; 1903-1907 : Timothee Adamowski
- 1895 : Antonio de Novellis
- 1896-1902 ; 1906-1907 : Max Zach
- 1897 : Léon Schulz
- 1908-1909 : Arthur Kautzenbach
- 1909-1917 : André Maquarre
- 1913-1916 : Clément Lenom
- 1913-1916 : Otto Urach
- 1915-1916 : Ernst Schmidt
- 1916 : Josef Pasternack
- 1917-1926 : Agide A. Jacchia
- 1927-1929 : Alfredo Casella
- 1930-1979 : Arthur Fiedler
- 1955-1999 : Harry Ellis Dickson (Chef Adjoint)
- 1980-1993 : John Williams (Chef attitré, 1995–présent)
- 1995–présent : Keith Lockhart
- 2002-2006 : Bruce Hangen (principal chef d'orchestre invité)